# Hippohyini
Hippohyini — триба вимерлих свиневих, які жили в Азії в пліоцені.

## Роди
Hippohyini має три роди:
- †Hippohyus Falconer & Cautley, 1847 — пліоцен[3]
- †Sinohyus von Koenigswald, 1963 — пліоцен[4]
- †Sivahyus Pilgrim, 1926 — пліоцен[5]